# Gevangenis met een open deur
Gevangenis met een open deur is een boek, geschreven door Jan Terlouw, dat uitkwam in 1986. Het verhaal vertelt over ex-commissaris Aart Keizer, die samen met drie jongeren, Valentijn de Boer, Paul van Ravenswaai en Josje Keizer, de kleindochter van Aart, een sekte probeert te infiltreren en op te rollen. Het verhaal vertelt over de gevaren van een sekte en het belang van vrij denken.

## Verhaal

### Inleiding

#### Aart Keizer
Aart Keizer, ex-commissaris, heeft slechte ervaring met een sekte, The Living Souls. Dit naar aanleiding van vrienden van hem, van wie een dochter bij de sekte was gegaan. De ouders kwamen daarna om hulp bij de politie en hun vriend Aart Keizer probeerde hen te helpen, wat niet lukte. Hierna besloot The Living Souls het lid uit hun sekte te gooien, waarschijnlijk uit angst voor de politie. Het meisje wordt gek en wil graag terug, maar ze willen haar niet terug opnemen. Haar ouders smeken hun, haar terug te nemen. Ze weigeren. Hierna belandt ze in een psychiatrische inrichting.
Dit alles heeft Aart Keizer erg aangegrepen. Ten eerste om het meisje zelf, hij vindt het erg zielig voor haar. Ten tweede heeft hij een schuldgevoel, aangezien hij ervoor gezorgd heeft dat ze uit de sekte werd gezet. Hij wil wat terug doen. Daarop besluit hij de sekte te infiltreren en ervoor te zorgen dat aangetoond wordt dat ze illegaal zijn, zodat ze veroordeeld kunnen worden. Hiervoor heeft hij drie jongeren uitgezocht die dit moeten uitvoeren. Het moeten jongeren zijn die erg evenwichtig en mentaal sterk zijn. Ze moeten zich namelijk weren tegen de indoctrinatiemethodes van de leider van de sekte, Willem de Vries (onder ingewijden: The Bright).

#### Paul van Ravenswaai
Paul van Ravenswaai is de zoon van een baron. Hij lijkt Keizer geschikt vanwege zijn enorme eigenwijsheid, waardoor Keizer denkt dat hij niet snel om te praten zal zijn. Als voorbeeld hiervan wordt gegeven dat zijn beste vriend Toby Hogenhout ervan werd beschuldigd geld te hebben gestolen van een internaat, waar hij en Paul op zitten. Dit klopt niet volgens Toby, maar de bewijzen zijn tegen hem. Zo had hij gezien waar het geld werd opgeborgen en had hij geld op zijn kamer, iets minder dan het bedrag dat gestolen was, maar niet veel minder. Volgens Toby klopt dit niet, hij had het geld niet gestolen, maar verdiend in een casino. Paul denkt ook dat Toby het geld niet gestolen heeft, daarom gaat hij op onderzoek uit wie het wel gedaan heeft, zodat zijn vriend vrijgesproken kan worden. Op den duur krijgt hij Jan-Hein op het oog, Paul denkt dat hij absoluut het geld gestolen heeft. Hij wil dit bewijzen en neemt Jan-Hein mee naar de bibliotheek van het internaat. Daar sluit hij de deur, opdat men er niet in kan. Hij zegt tegen Jan-Hein dat ze niet weggaan, voordat hij verteld heeft, dat hij het geld gestolen heeft. Het duurt lang, maar na twee nachten geeft Jan-Hein het toe, hij heeft het geld gestolen. Toby's naam is gezuiverd.

#### Valentijn de Boer
Valentijn de Boer is een gelukkige jongen en woont samen met zijn vader en moeder. Ze hebben veel contact met Engeland, daar Valentijns moeder daar geboren is. Zijn vader en moeder hebben een zaak en willen uitbreiden in Engeland, daarom vliegen ze vaak op en neer. Dan komt er een verschrikkelijk bericht bij Valentijn binnen, terwijl hij bij zijn oom en tante logeert, omdat zijn ouders in Engeland zijn. Het vliegtuig, waarin zijn ouders zaten, is verongelukt. Valentijn is zeer verdrietig en huilt dagen achter elkaar.
Het gaat daarna niet goed met Valentijn. Hij gaat naar het atheneum toe, de eerste twee jaar lukken nog wel, daarna blijft hij zitten, omdat hij niets uitvoert. Tevens gaat hij aan de drugs, wat van kwaad tot erger gaat. Valentijn vindt zichzelf heel zielig. Anderen vinden dit echter niet. Het gaat steeds slechter met hem. Hij sterft waarschijnlijk binnen niet al te lange tijd. Hij heeft steeds geld nodig, iets wat niemand hem meer geeft. Hij bedenkt zich dat hij nog een tante heeft, tante Dien, van wie hij denkt hij nog geld los te kunnen krijgen. Dit lukt hem echter niet en zij spreekt hem vermanend toe en zegt dat hij nooit een echte man zal worden. Dit zorgt ervoor dat iets breekt in hem, zodat hij nu wel van de drugs af wil, hij wil afkicken. Dit lukt hem, op eigen kracht, iets wat heel speciaal is. Dit is de reden dat Aart Keizer hem uitkiest, iemand die sterk genoeg is om op zichzelf de drugs te overwinnen, is ook zo sterk dat hij de indoctrinatie van de sekteleider Willem de Vries kan weerstaan.

#### Josje van Duivenbode
Josje van Duivenbode is de kleindochter van Aart Keizer. Ze is een evenwichtig meisje, dat de zaken goed op een rijtje heeft. Aart denkt dat ze daardoor de indoctrinatie kan weerstaan. Het feit dat ze zo evenwichtig is, komt voor een belangrijk deel door de discussies met haar vader, die ze vaak voerde. Hierbij werden haar drogredenen belachelijk gemaakt, zodat ze echte argumenten goed kan onderscheiden. Hierdoor zal ze de indoctrinatie waarschijnlijk kunnen weerstaan.
Josje heeft ook veel invloed op haar omgeving, ze past die naar haar wensen aan. Een voorbeeld is het volgende: haar ouders gingen uit elkaar wonen. Dit was voorafgegaan door veel ruzie. Josje was hierover erg verdrietig. Ze vond het veel minder leuk thuis dan vroeger. Ze had echter een idee om haar ouders weer bij elkaar te krijgen, dit naar aanleiding van een boek. Ze schreef haar vader dat haar moeder erg ziek was, dit was echter niet zo, haar moeder had slechts een griepje. Haar vader kwam snel naar hun huis toe en kwam erachter dat ze helemaal niet ziek was. Ze vonden het echter zo leuk samen, dat ze besloten weer samen te gaan wonen.

#### Willem de Vries
Willem de Vries is de sekteleider van de Living Souls. Hij is een ambitieus persoon die echter de capaciteiten mist om daadwerkelijk succesvol te zijn. Hij studeerde rechten en theologie in Utrecht, maar maakte beide studies niet af. Hij stond bekend als een goede en overtuigende prater, maar iemand die in alle opzichten middelmatig presteerde. Na zijn studie werkte hij zeven jaar in de handel. Op onzekere vrouwen en meisjes oefende hij sterke aantrekkingskracht uit, maar de rest van zijn omgeving vond hem vooral een praatjesmaker. Uiteindelijk werd hij ontslagen omdat hij zichzelf door zijn narcistische gedrag onmogelijk maakte bij collega's en klanten. Tijdens een zesjarige tocht door Wales en Ierland 'ontdekte' hij zijn geloof, en de exotische theologie van de Living Souls is dan ook grotendeels uit het Gaelisch en Wels afkomstig. Met drie vrouwelijke kennissen en een achterneef (de 'lofty souls') zette hij de Living Souls op in Amsterdam. Hij misbruikt de sekte ter bekostiging van zijn dure hobby: oude munten verzamelen.

### Het begin

#### De eerste ontmoeting
Aart Keizer vraagt hen allemaal samen thuis, op zijn werkkamer. Hier legt hij hun de plannen uit. Hij vertelt ook over de ervaringen met het meisje dat in een psychiatrische inrichting is beland. Iedereen is geschokt en wil in eerste instantie, Josje en Valentijn, of in tweede instantie, Paul, meedoen. De plannen worden gemaakt en iedereen wil op een bepaalde manier toetreden bij de sekte.

#### De binnenkomst van iedereen
Paul gaat bij een brug hangen, waarbij hij mistroostig in het water staart. Nadat hij zo een tijdje gestaan heeft, komt er iemand op hem aflopen die van de sekte blijkt te zijn. Paul wordt meegenomen naar het gebouw en voorgesteld aan de anderen, waarbij hij een zielig levensverhaal vertelt. Hij kan bij de sekte, maar moet een toelatingstest voltooien. Die toelatingstest is een soort wasbeurt, waarna ze werkelijke ingewijden zullen zijn en The Bright zullen horen spreken.
Valentijn loopt diezelfde dag ook het gebouw van de sekte binnen, hij wil er meer van weten, aangezien hij er wat van had gehoord. Hij houdt een verhaal over het uitblijven van een God, het gebrek van Hem op aarde en het feit dat Hij zo ver weg is. Ook hij mag bij de sekte komen en moet tevens dezelfde toelatingstest voltooien.
Josje gaat snikkend op een plein zitten, ook zij wordt meegenomen. Zij mag ook de toelatingstest doen, die de week daarna op woensdagochtend begint. Die doet zij samen met de rest.
Aart Keizer en de rest zijn tevreden over de gang van zaken, hoewel Paul enige sympathie vertoont met Willem de Vries. Hij meent dat iedereen wat mag geloven en hij is er nog niet van overtuigd dat De Vries 'slecht' is.

#### De test
Op de woensdagochtend de komende week is de test. Men is in totaal met vijfentwintig anderen in een kamer in het gebouw van de sekte. Tien van deze mensen zijn geen nieuwelingen, maar mensen die nogmaals 'gewassen' willen worden. Eigenlijk is de bedoeling om de groep te stimuleren en ervoor te zorgen dat er een groepsgevoel ontstaat, een soort ontgroening. Zo komt er bijvoorbeeld één iemand naar voren die door de groep wordt uitgejouwd. Daarna mag de persoon weer terug en wordt een ander lid uitgejouwd, waar degene die net werd uitgejouwd net zo hard aan meedoet. Men wordt uitgejouwd op punten die door de leiders worden aangedragen. Hierdoor wordt groepsgevoel gekweekt en laat men iedereen zien dat ze eigenlijk niets zijn.
De tweede dag gaat men de hele dag zinnetjes herhalen, waarin Willem de Vries tot een Godenzoon wordt afgebeeld. De derde dag gaat zoals de eerste twee dagen en men wordt voorbereid op de toespraak van The Bright. Het valt verder Valentijn op, dat men een sympathie krijgt voor de leiders.
Die avond zien ze Willem de Vries spreken. Hij zegt veelal onzinnige dingen op een prachtige manier. De zaal zucht van genot. Willem de Vries is een groot spreker.

### Het midden

#### Na de test
Josje wordt veel harder aangepakt dan de rest, ze weet niet precies waarom, maar heeft het wel veel zwaarder. Ze moet veertien uur per dag de bovenkamers schoonmaken (waar Willem de Vries en de onderbazen slapen) en een boek uit haar hoofd leren dat Willem de Vries geschreven heeft. Hierin staat veel onzin en ze vindt het moeilijk om het letterlijk te leren.
Valentijn en Paul hebben het ondertussen veel makkelijker, zij moeten blaadjes verkopen, om geld te verdienen voor de sekte. Paul heeft door dat er twee keer zoveel geld de sekte ingaat, als dat er uit gaat.
Josje wordt gevraagd om te gaan wonen bij de sekte. Ze accepteert, op voorwaarde dat Paul ook komt. Dit gebeurt. Valentijn wordt twee dagen later uit de sekte gezet met als excuus dat hij te laat was. Dit is volgens hem echter niet de werkelijke reden. Hij weet niet waarom dit zo is. Aart Keizer vertrouwt het niet geheel en terecht: De Vries is erachter gekomen wie Josje is en zet alles op alles om haar in een gehoorzaam sektelid te veranderen, desnoods met behulp van drugs. Wanneer ze verder niets van Paul en Josje horen, wil Keizer de operatie stoppen.
Paul gaat ondertussen op een andere vestiging werken, waar hij veel met andere mensen praat. Hij krijgt steeds meer sympathie voor de sekte en is eigenlijk een overtuigd sektelid. Paul vertelt een paar dagen later aan Aart Keizer dat hij ophoudt met de operatie en bij de sekte gaat. Keizer is hiervan ondersteboven en neemt het zichzelf erg kwalijk. Valentijn en hij menen dat het nu nog belangrijker is om de sekte op te rollen, opdat Paul gered wordt.

#### Het binnendringen bij de sekte
Een helper van Aart Keizer, Leo Wagenaar, maakt ondertussen contact met de buren van de sekte. Hierbij ontmoet hij Lucie, iemand die daar een bovenkamer bezit. Via het dak wil hij proberen contact te maken met Josje, aangezien ze al dagen niets van haar gehoord hebben en haar niet te spreken krijgen. Dit lukt en ze spreken elkaar één uur 's nachts. Het gaat haar als vanouds, ze is erg mager geworden. Iemand had Leo echter door de goot zien kruipen en de politie gebeld. Leo wordt op de kamer van Josje betrapt. Hij kan wegkomen door te zeggen dat Josje zijn geliefde is.
De volgende dag komt Leo weer, via dezelfde weg. Hij en Josje gaan de kamer van Willem de Vries binnen door middel van een loper van Leo. Er blijkt in de kamer een kluis te zijn, die echter niet makkelijk te openen is. Hij heeft een cijferslot en ze kunnen hem niet openen. Ze moeten de code bedenken. Leo gaat weer weg en Josje bedenkt de volgende dagen wat de code kan zijn. Ze weet het niet, hoewel ze heel wat bedenkt.
Valentijn maakt ondertussen contact met een meisje, Céline. Hij maakt haar wijs dat hij door Willem de Vries is uitgekozen om een verrader in het midden van de sekte te vinden en dat hij er daarom uitgezet is. Céline gelooft dit. Valentijn vraagt haar wat voor hem te doen, namelijk Willem de Vries na de toespraak op vrijdag te vragen wanneer hij zijn geloof 'ontdekte'. Ze doet het en dit blijkt 11 oktober 1976 te zijn. Josje gaat direct nadat ze dit gehoord heeft naar zijn kamer toe met de loper van Leo en probeert zijn kluis te openen. Dit lukt en er blijkt een grote hoeveelheid geld in te zitten. Willem de Vries is een muntenliefhebber en verzamelt oude munten. Josje wordt echter gepakt terwijl ze in de kamer van Willem de Vries is. Ze wordt opgesloten in haar kamer, maar weet te ontsnappen door het raam. Hierna vertelt ze alles aan haar grootvader.

### Het einde

#### Het einde van de sekte
Valentijn weet Céline zover te krijgen dat ze nog een vraag gaat stellen: Wat vindt The Bright van geld. Op de avond dat Willem de Vries gaat spreken sluipen Josje en Paul het gebouw binnen. Zij pakken de bakken met geld uit de kluis en gaan boven het toneel zitten waar Willem de Vries spreekt. Nadat de vraag gesteld wordt, gaat De Vries geanimeerd vertellen dat geld slecht en verdorven is en dat God tegen geld is. Valentijn laat een muntje op het podium vallen en even later nog een muntje en nog een. Dan gooien ze de hele bak met munten over hem heen. De Vries raakt uit zijn ritme en gaat de muntjes bekijken. Hij raakt in een roes van al die mooie en bijzondere muntjes. De zaal kijkt hem vol verbazing aan. Hierna heeft Willem de Vries door hoe raar hij bezig is. Hij kijkt om zich heen, heeft door dat het zijn eigen geld is en loopt weg. Hierna komt Valentijn op het toneel en vertelt dat Willem de Vries slecht was en de sekteleden gebruikte om zijn eigen hobby te bekostigen. De sekte is opgeheven.

#### Het einde van het boek
Aan het eind van het boek zit de hele groep in de tuin van Aart Keizer. Aart Keizer vertelt dat De Vries het land uit is en het geld heeft mogen houden. Weliswaar heeft hij Josje geprobeerd te drogeren en laten opsluiten, maar heeft ook Keizers team de wet overtreden en zal een aanklacht weinig kansrijk zijn. De sekte is opgeheven. Paul beseft dat hij verkeerd bezig was geweest en geeft zijn fouten toe. Hij is wat minder eigenwijs geworden. Céline voelt daarentegen nog steeds een zekere bewondering voor De Vries.